# Kottingneusiedl
Kottingneusiedl ist eine Ortschaft und eine Katastralgemeinde der Stadtgemeinde Laa an der Thaya im Bezirk Mistelbach in Niederösterreich. Die Ortschaft hat 292 Einwohner (Stand 1. Jänner 2024). Bis Ende 1966 war Kottingneusiedl eine eigenständige Gemeinde.

## Geografie
Das südöstlich von Laa gelegene Dorf ist über die Staatzer Straße erreichbar, von der eine Nebenstraße durch den Ort führt.

## Geschichte
Urkundlich lässt sich die Existenz des Ortes ab 1294 nachweisen. Im Keltischen bedeutet „cot“ Wald und „coting“ bedeutet Priester. Möglicherweise handelt es sich beim Ort um eine bei einem Priesterhaus angelegte Siedlung.
Laut Adressbuch von Österreich waren im Jahr 1938 in der Ortsgemeinde Kottingneusiedl zwei Binder, ein Fleischer, zwei Gastwirte, zwei Gemischtwarenhändler, ein Schmied, ein Schuster und ein Zimmermeister ansässig.
Mit 1. Jänner 1967 wurde im Zuge der Niederösterreichischen Kommunalstrukturverbesserung die bis dahin selbständige Gemeinde Kottingneusiedl nach Laa an der Thaya eingemeindet.